# Найдёнов, Арсен Юдильевич
Арсе́н Юди́льевич Найдёнов (при рождении Арсений Юдильевич Розман; 12 августа 1941, Алма-Ата — 7 июня 2010, Сочи, Краснодарский край) — советский футболист, полузащитник, Заслуженный тренер РСФСР (c 1991).
Выступал за киевские клубы СКА, «Арсенал» и «Динамо», узбекский «Андижан» и таллинское «Динамо».
Тренировал более десятка команд из низших дивизионов СССР. Наибольшую известность приобрёл, тренируя сочинский футбольный клуб «Жемчужина». Автор афоризма «Судья сломал нам игру. Пятый и седьмой голы были забиты из офсайда».

## Биография
По паспорту родился в Алма-Ате, хотя на самом деле произошло это в поезде между Харьковом и Полтавой. Отца Найдёнова призвали на фронт, а Киев, где жили его родители, захватили немецкие солдаты. Найдёнов родился по пути в Казахстан, куда отправилась в эвакуацию его беременная мать.
В 1943 году он с матерью вернулся в Киев, там пристрастился к дворовому футболу, потом пришёл в секцию. На позиции правого полузащитника выступал в командах Киева, Андижана и Таллина.
Из-за травмы мениска был вынужден рано завершить футбольную карьеру в городе Конотоп. Поступил в киевский спортивный вуз.
В 1965 году Найдёнова позвали старшим тренером в команду «Энергия» из Чебоксар. После Чебоксар Арсен Юдильевич работал во многих клубах из «периферии» и низших дивизионов чемпионата СССР — таких, как два «Шахтёра» — из Темиртау и Караганды, райчихинский «Горняк», псковский «Машиностроитель», «Вулкан» из Петропавловска-Камчатского (с которым выиграл Кубок РСФСР в 1973 году), ашхабадский «Колхозчи», кемеровский «Кузбасс», новороссийский «Цемент».
Наибольших успехов Найдёнов добился с сочинской «Жемчужиной». Найдёнова пригласил в Сочи председатель горисполкома Сергей Дерендяев с предложением создать футбольный клуб. Найдёнов принял предложение, и уже в 1991 году «Жемчужина» начала выступление во второй лиге, которую выиграла с рекордом (ни одного потерянного очка дома).
Сезон 1992 года для команды Найдёнова также завершился успешно: команда заняла первое место в зоне «Запад» первого дивизиона чемпионата России и получила путёвку в высшую лигу.
Под руководством Найдёнова команда играла в жёсткий футбол без какой-либо импровизации, но, несмотря на это, держалась в высшем дивизионе и могла дать отпор любому фавориту. Именно в те годы в сочинской команде стал раскрываться талант тогда ещё молодого перспективного форварда Гочи Гогричиани.
10 ноября 1993 года в последнем туре состоялся матч «Жемчужина» — «Локомотив» Нижний Новгород. Перед последним туром за выживание боролись 4 команды: «Жемчужина» (30 очков), «Луч» (29), «Локомотив» НН (28) и «Океан» (28). Начало матча было отложено из-за опоздания на игру пожарной машины. В течение матча игроки часто симулировали травмы, задерживая игру. Благодаря таким махинациям удалось отсрочить окончание матча. Когда в остальных городах игры были закончены, то стали известны результаты — обе дальневосточные команды проиграли. «Жемчужине» очки стали не нужны и «Локомотив» спокойно довёл игру до победы.
После нескольких лет тренерства Найдёнову пришлось по состоянию здоровья покинуть команду, в 1998 году ему на смену пришёл Анатолий Байдачный. Невнятная игра в сезоне 1998 и провальный первый круг в 1999 вынудили Байдачного уйти. Сменивший его на посту главного тренера Виктор Антихович ситуацию исправить не сумел.

После вылета у команды не было средств, чтобы заявиться на 1 лигу, с трудом был найден спонсор… Большинство игроков из прежнего состава уехали в другие клубы, вернувшийся Найдёнов с трудом нашёл игроков, под знамёна команды были приглашены 36-летние Назим Сулейманов, Тимур Богатырёв, Гоча Гогричиани. Команда закончила первый круг на восьмом месте. 

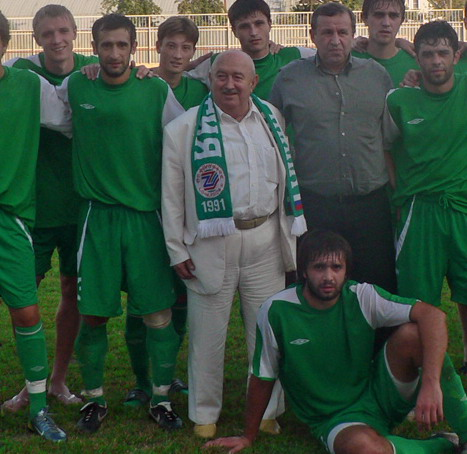
Арсен Найдёнов с игроками ФК «Жемчужина-А», 2007 г.

После в команду были приглашены Евгений Сонин, Александр Ещенко, возвращён в Сочи Арташес Калайджян, полгода проведший в Новороссийске, но даже эта команда, усилившись, не смогла остаться в первой лиге; в конце чемпионата выстрелил Назим Сулейманов.
После трёх неудачных сезонов во 2-й лиге и огромных долгов команду было решено расформировать.
В 2005 году привёл студенческую сборную России к золоту на чемпионате мира в Турции, а сборную Южно-Российского государственного университета экономики и сервиса (ЮРГУЭС) к высшим наградам чемпионата России. В том же году являлся спортивным директором ростовского СКА, а в июне сменил Евгения Перевертайло на посту главного тренера команды.
В марте 2007 года было принято решение о возрождении клуба. Главным тренером и вице-президентом вновь был назначен Арсен Найдёнов, его помощником стал Гоча Гогричиани. Футболистов Найдёнов привёз с собой из шахтинского «Буревестника-ЮРГУЭС», выигравшего под руководством Арсена Юдильевича в 2006 году Кубок Южного Федерального Округа. Свои выступления клуб, которому дали название «Жемчужина-А», начал с любительского первенства, уверенно выступив в котором, получил право играть во Втором дивизионе.
После выхода возрождённой «Жемчужины» во 2-ю лигу занимал должность президента клуба, но вскоре покинул свой пост.
Скончался 7 июня 2010 года в Сочи после продолжительной болезни.

## Семья
После свадьбы сменил фамилию Розман на фамилию жены и стал Найдёновым, так как считал, что еврейская фамилия будет ему мешать в работе.
Имел двух дочерей и сына.